# Esze Tamás

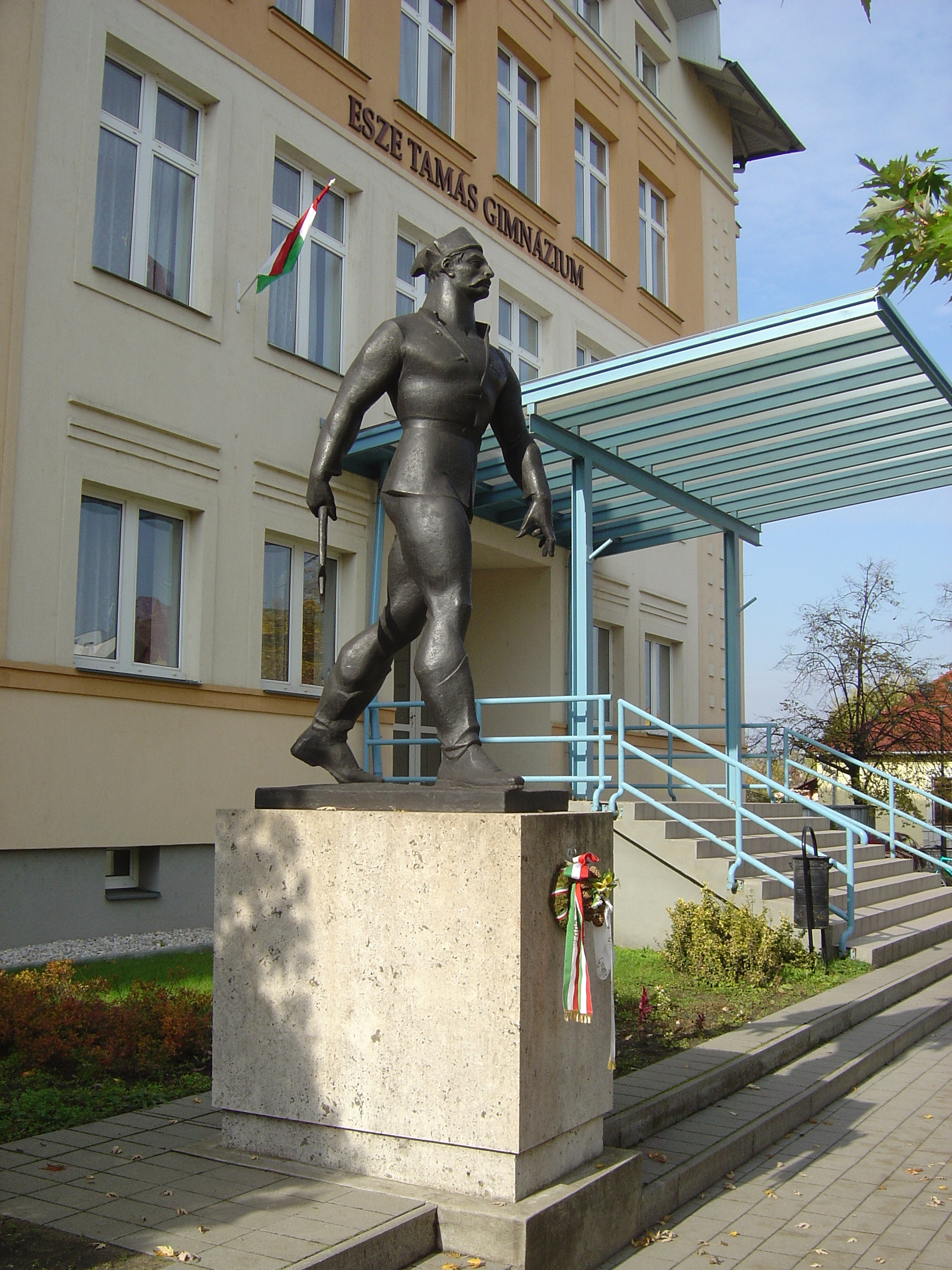
Esze Tamás szobra Mátészalkán a róla elnevezett gimnázium előtt

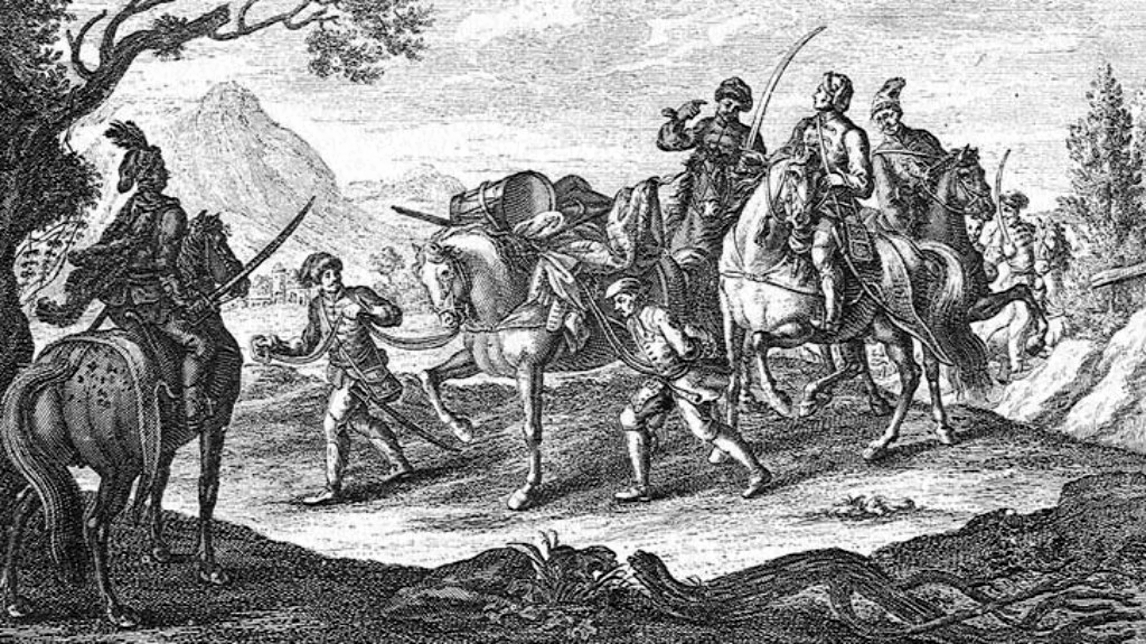
Portyázó kurucok rabszíjra fűzött labancokat hajtanak

Esze Tamás (Tarpa, 1666. november 30. – Nyitrai tábor, 1708. május 27.) a Rákóczi-szabadságharcot előkészítő tiszaháti felkelés vezéralakja, kuruc brigadéros.

## Családja
Az Esze família feltehetően már a 16. század végén Tarpán lakott. Édesapja Esze Tamás jómódú, hatökrös gazda volt, akinek az egész igaereje mellett összeírták egy tehenét, hét egyévesnél idősebb disznaját, s aki szabados darabontként, gyalogos katonaként szolgált Ecsed várához. Édesanyja Márton Anna tarpai jobbágy lány volt, felesége Bíró Anna volt, aki megözvegyülve Kemechey Györgyhöz ment feleségül.

## Életpályája
1696 körül bekapcsolódott a szegénylegények titkos szervezkedésébe, a hegyaljai felkelésben azonban nem vehetett részt, mert Károlyi Sándor szatmári főispán még annak kirobbanása előtt letartóztatta. A felkelés bukása után szabadon engedték, 1698–1701 között sókereskedésből tartotta el családját. A császári kormányzat rövidesen monopolizálta a sókereskedelmet, ezért tiszaújlaki sótisztek elkobozták szekerét és igavonóit. Erre feleségét Debrecenbe menekítette egy távoli rokonához, és ismét a bujdosók közé állt. 1702 végén beállt Bagossy Pál gyalogezredébe toborzónak Kis Alberttel, Thököly Imre egykori hadnagyával együtt. A franciák elleni háborúba hadfogadás ürügyén fegyveres felkelést készítettek elő, valójában az összetoborzott veteránokat és fegyverforgatókat egy Habsburg-ellenes felkelés szervezésébe vonták bele. 1703 kora tavaszán megszöktek, mert az alakulatot a spanyol örökösödési háborúba, nyugatra vezényelték, és embereikkel újra a beregi erdőkbe vették be magukat, bár fegyvereik nem voltak. A bujdosók erdei tanácskozása után Esze Tamás és Kis Albert két társukat küldték követségbe a Lengyelországba menekült II. Rákóczi Ferenc és Bercsényi Miklós felkeresésére. A két főúr néhány hónapos követjárás után engedett a bujdosók kérésének, s Rákóczi elszánta magát, hogy a felkelés élére álljon. A bujdosók harmadik követségét már maga Esze Tamás vezette Brezánba, ahol Rákóczi őt nevezte ki a szerveződő kuruc hadsereg első ezredesévé, s az ő kezébe adta a felkelésre buzdító breznai kiáltványt és azokat a zászlókat, amelyeket a bujdosók Rákóczi parancsa ellenére már 1703. május 21–22-én kibontottak Tarpa, Vári és Beregszász piacán. Ezzel kirobbant a tiszaháti felkelés, és azzal együtt a Rákóczi-szabadságharc.
A nemesség először megriadt, mivel azt hitték, parasztfelkelés tört ki, lévén az Esze Tamáshoz csatlakozók legnagyobb része közember volt. Esze Tamás erői Dolháig meneteltek, gyenge felszereltségük volt, zömében szálfegyverekkel (többnyire kiegyenesített kasza, lándzsa, kard) és kevés, de elmaradott teljesítményű flintákkal és pisztolyokkal voltak ellátva. Károlyi Sándor mozgósítást rendelt el, további a környékbeli császári erők segítségét kért. A nemesi lovascsapat kiegészülve egy császár vértesezreddel Dolhánál meglepte a felkészületlen tiszaháti felkelőket. Ugyan Esze emberei a nemesség rohamát visszaverték, de második vonalban már a császáriak támadtak, akik szétszórták őket. Károlyi a Rákóczi által adományozott zászlókat is zsákmányul ejtette és Bécsbe vitte. A szervezkedés a katonai vereség ellenére nem torpant meg, sőt újult erővel vette kezdetét a harc, amikor Rákóczi átlépte a lengyel határt.
Esze Tamás haláláig a kuruc hadsereg tevékeny ezredese volt. Nem annyira eredményes csapatvezető, mint inkább kiváló hadszervező. Részt vett Kálló, Szatmár, Tokaj ostromában (1703–1704), Kassa védelmében (1706), harcolt a felvidéken és Erdélyben. Mindvégig érezhette Rákóczi megbecsülését, aki már 1703. november 20-án felszabadította a jobbágysorból, 1707. április 18-án brigadérossá léptette elő, 1708. március 24-én pedig nemességet adományozott neki és családjának.
Haláláról ellentmondó forrásaink vannak. Kolinovics Gábor elbeszélése szerint[forrás?] 1708. pünkösd napján Nyitrán a tábori istentisztelet után Rákóczi hadának reformátusai és katolikusai összeverekedtek. Esze, akit nagy fokú önzetlenség és kötelességtudás jellemzett, a verekedők közé rohant, hogy szétválassza őket, ez azonban nem sikerült. Ezalatt a többi vezér rendeletére két seregbontó-ágyút hoztak elő, melyekkel a fölzendült csapat közé lőttek. Az elesettek közt volt Esze Tamás is. Emiatt még több mint kétszáz évig az a felfogás élt, hogy a nemesi rangú tisztek parancsára történt a tűzparancs. Ezek az állítások kiemelik, hogy a nemeseket mindig is sértette, hogy Esze Tamás alacsony származása ellenére magas katonai rangba jutott. Habár a nemesek ungorkodása nyilvánvaló, önmagában ez nem jelentené, hogy előre kitervelt volt a nyitrai ágyútűz. Újabban előkerült források[forrás?] ezt megcáfolják. Úgy tűnik, Esze Tamás és Czelder Orbán hajdúi verekedtek össze, s miután Eszének reformátusokból, Czeldernek pedig evangélikusokból állt a regimentje, nem valószínű, hogy vallási viszály állt volna a háttérben. Talán a tiszaháti magyar és a szepességi német (cipszer) katonák közötti nemzetiségi villongásról lehet szó, vagy egyszerű tömegverekedésről. Esze tisztázatlan körülmények között – de valószínűleg nem ágyúgolyótól, hanem a verekedők szétválasztása közbeni kézitusában – vesztette életét. Rákóczi az ügy kivizsgálásával hadsegédét, Máriássy Ádámot bízta meg. A brigadéros haláláról és a felelősök megbüntetéséről négy iratot (125., 126., 127. és 138.) ad közre Mészáros Kálmán. Steösszel Kristóf 1708. június 3-án Egerből Károlyi Sándornak írott levelében számolt be arról, hogy Esze a saját és Czelder Orbán összeverekedett katonáinak szétválasztása közben gyilkosság áldozatává vált. Az eset kivizsgálására Máriássy Ádám főhadsegédet Nyitrára rendelték. Bottyán János generális pedig Bercsényi Miklósnak írt június 6-i levelében kérte, hogy a brigadéros megölése ne maradjon büntetlenül, „mert semminek oka, az mint az egész város és militia bizonságot tészen”. II. Rákóczi Ferenc 1709. január 24-én Munkácsról keltezett levelében szintén a főgenerálishoz  fordult  azért,  hogy  Esze  özvegyének  kérésére  a  gyilkosság  ügyében szolgáltasson igazságot.
Rákóczi ekkor sem feledkezett meg első híveinek egyikéről: hajdúit saját udvari palotásai közé osztotta be, akik az 1708. augusztus 3-ai trencséni csatában is kitüntették magukat. Esze Tamás szülőfaluja, Tarpa pedig hajdúvárosi kiváltságot nyert a fejedelemtől, s Esze Tamás bátyja, ezredének korábbi alezredese, Esze János lett a város első kapitánya.
Esze Tamás emlékét közterületek, intézmények neve és róluk készült műalkotások őrzik, címeres nemeslevele jelenleg a Tolna Vármegyei Levéltárban található.

## Alakja a szépirodalomban
- Komáromi János: Esze Tamás a mezítlábasok ezredese (1922)
- Szántó György: Esze Tamás talpasai
- Hüse Lajos – Háromszéki Nándor: Esze Tamás - Csak egy szikra kell